# Gaetano Gaspari
Gaetano Gaspari (15. března 1807 Bologna – 31. března 1881 tamtéž) byl italský hudební skladatel, archivář a hudební historik.

## Život
Narodil se 15. března 1807 v Bologni Luigimu a Anně roz. Maccaferriové. Pocházel z chudé rodiny. V roce 1821 začal studovat na harmonii a kontrapunkt u Benedetta Donelliho na Liceo Musicale v Bologni. Později se věnoval literárním a filozofickým studiím. V roce 1828 byl jmenován městským kapelníkem v Centu a v roce 1836 se stal kapelníkem katedrály v Imole.
V roce 1839 se stal zástupcem Donelliho v Bologni a po jeho smrti byl jmenován na Liceo Musicale v Bologni profesorem zpěvu a hudební teorie. V roce 1855 se stal kurátorem hudebního oddělení knihovny a získal profesuru estetiky a dějin hudby. Díky podpoře G. Rossiniho byl jmenován sbormistrem v basilice San Petronio. Byl velmi respektován jako učenec a historik hudby. Na postu ředitele knihovny Biblioteca del Liceo musicale působil od roku 1855 až do své smrti v roce 1881. Jeho dílo Zibaldone musicale di memorie se stalo základem katalogu hudební knihovny Lycea (Catalogo della Biblioteca del Liceo musicale di Bologna).
Jako skladatel komponoval téměř výhradně chrámovou hudbu. V roce 1868 ho Giuseppe Verdi pozval k účasti na komponování Messa per Rossini, velkého requiem, které mělo být provedeno na výročí úmrtí Gioacchina Rossiniho dne 14. listopadu 1869 v bazilice San Petronio v Bologni. Gaspari složil celý třetí díl mše Offertorium (Domine Jesu, Quam olim Abrahae a Hostias) v obsazení kvartet sólistů (soprán, alt, tenor, bas) a sbor. Mše však byla provedena až po více než stu letech, v roce 1988.

## Dílo

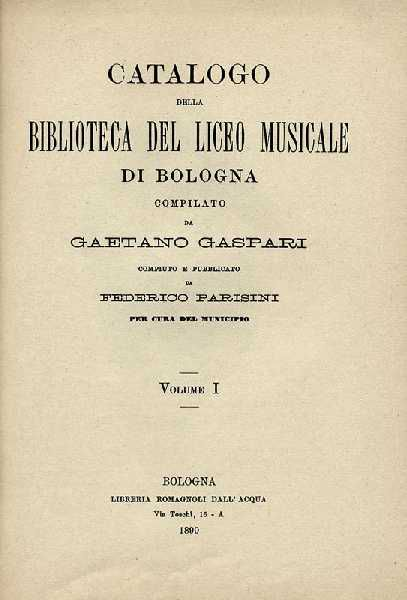
Titulní strana Catalogo della Biblioteca musicale

### Duchovní díla
- Messa per tenori e bassi con accompagnamento d'orchestra e organo
- Salmo davidico Miserere mei Deus, per 5 voci con accompagnamento di pianoforte o di organo ad libitum (Milán 1842)
- Miserere per la settimana santa, a 2 voci con accompagnamento di piccola orchestra, o con il solo organo o pianoforte, dedicato all'amico A. Mazzucato (1853)
- Ave Maria a voce sola, con accompagnamento di pianoforte

### Instruktivní díla
- Lezioni progressive di canto per voce di basso. Bologna, Bibl. del Civico Museo bibliografico musicale
- Squarci di contrappunto fugato di diversi eccellenti compositori

### Jiné skladby
- Dětské sbory (Augurio di bambine per l'anno nuovo; Se dal buio della mente; Gran fatica è lo studiare; Alziam solenne un canto)
- Písně s doprovodem klavíru (T'amo dicevi; Perché crudel ritorcere; Per un sospiro tenero)